# Liste der Orte in Wisconsin

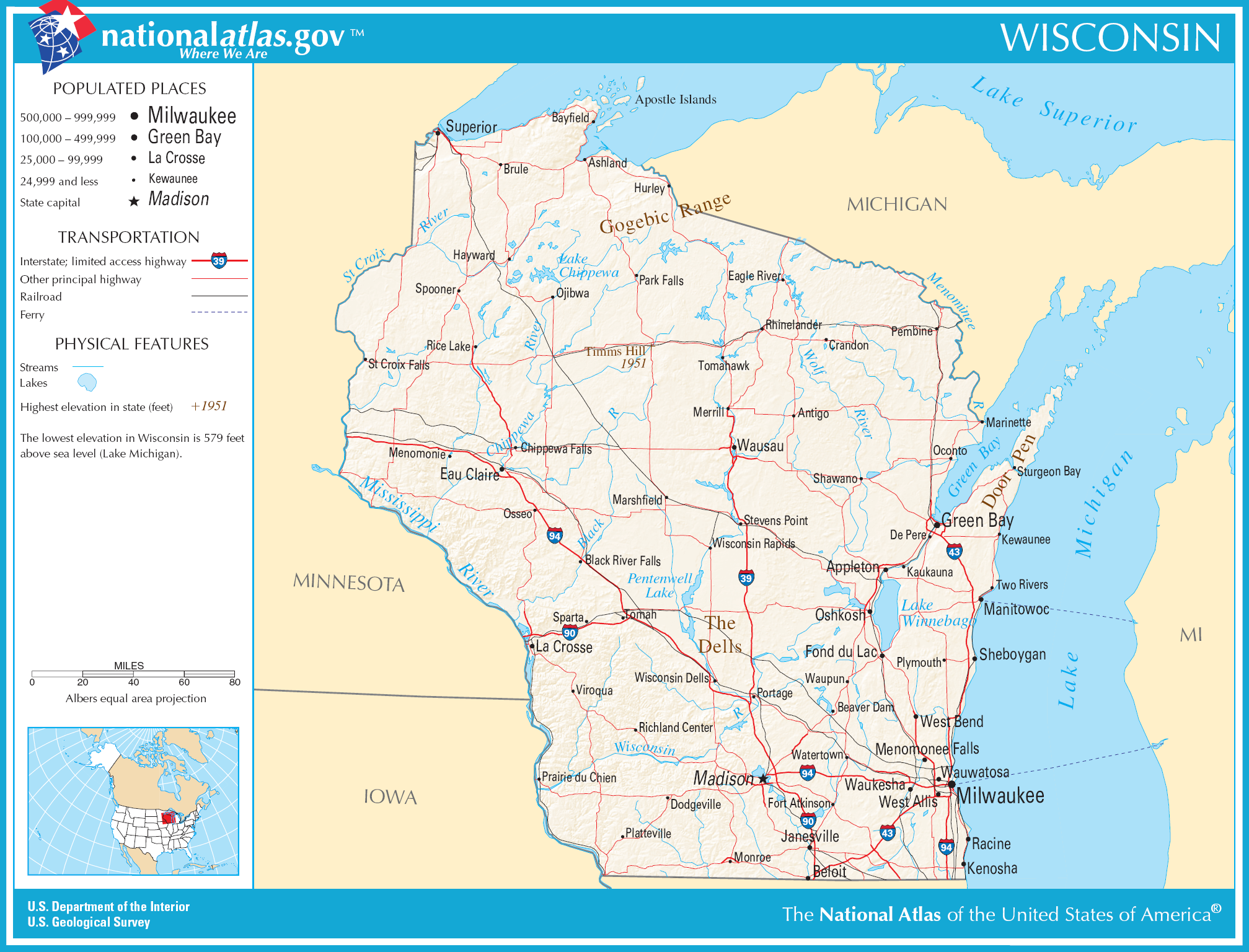
Karte von Wisconsin

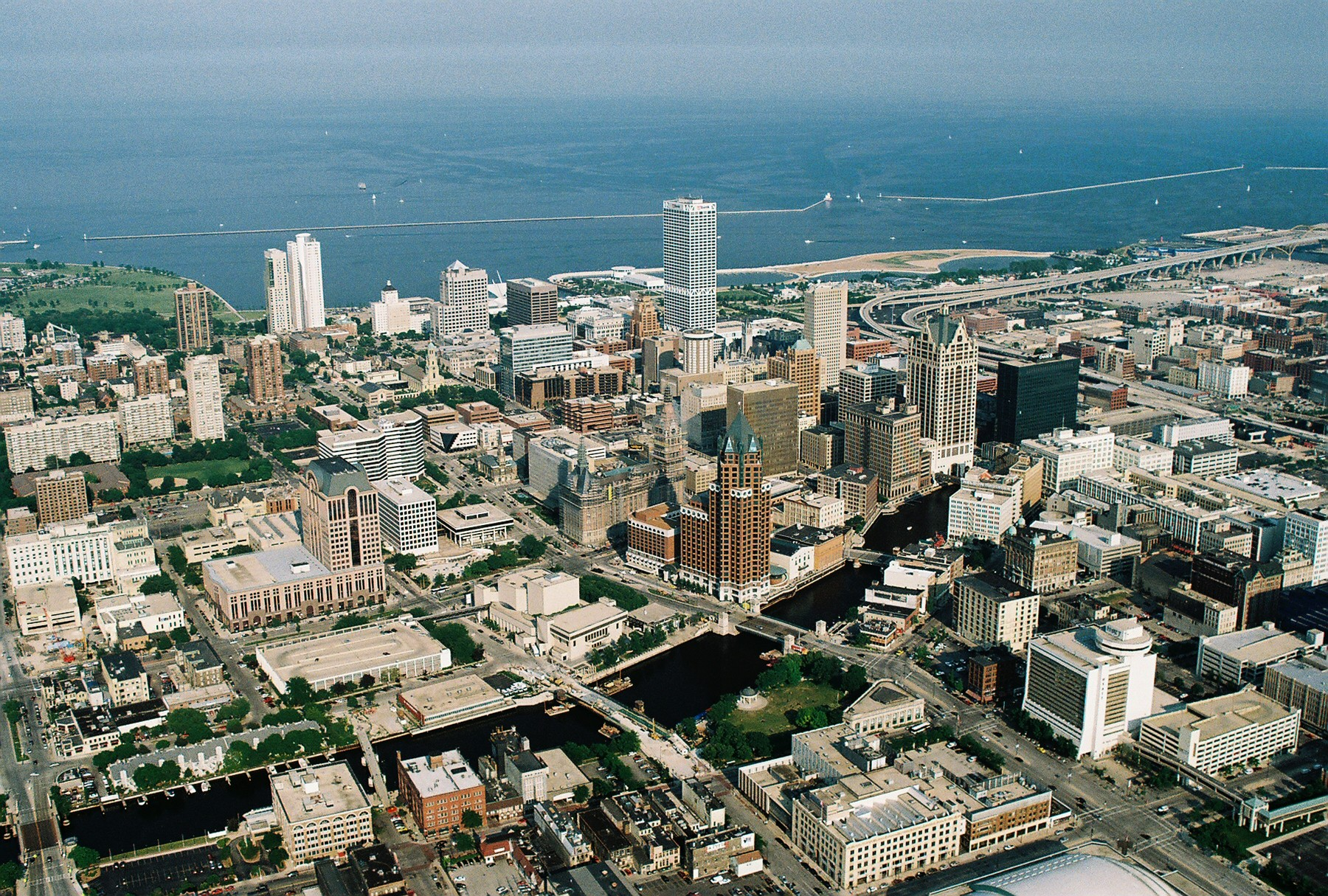
Milwaukee

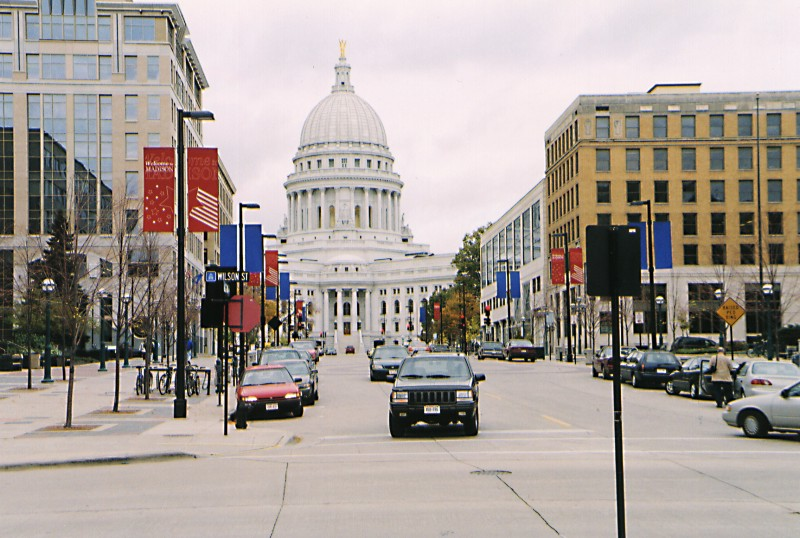
Madison, die Hauptstadt Wisconsins

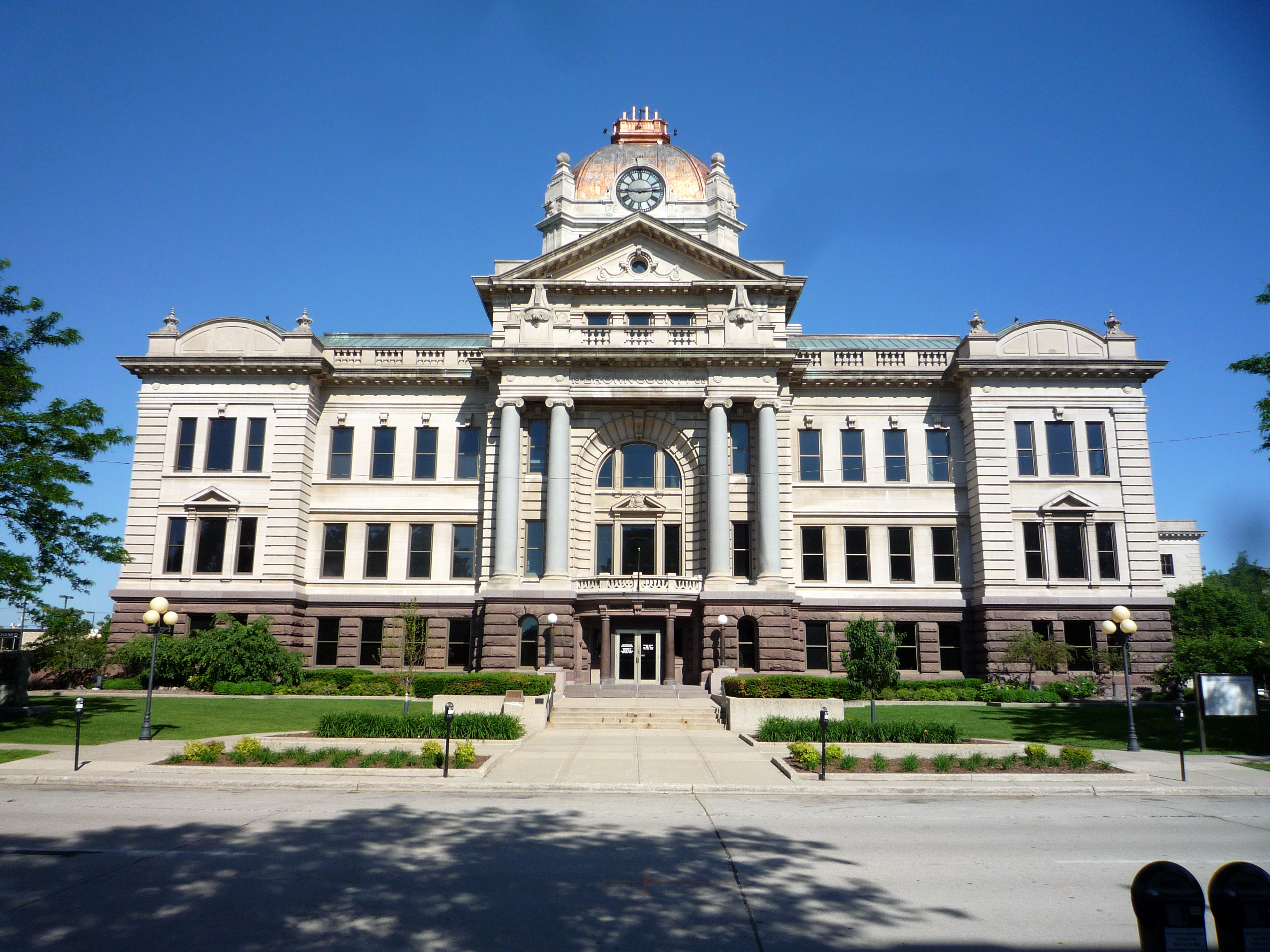
Green Bay

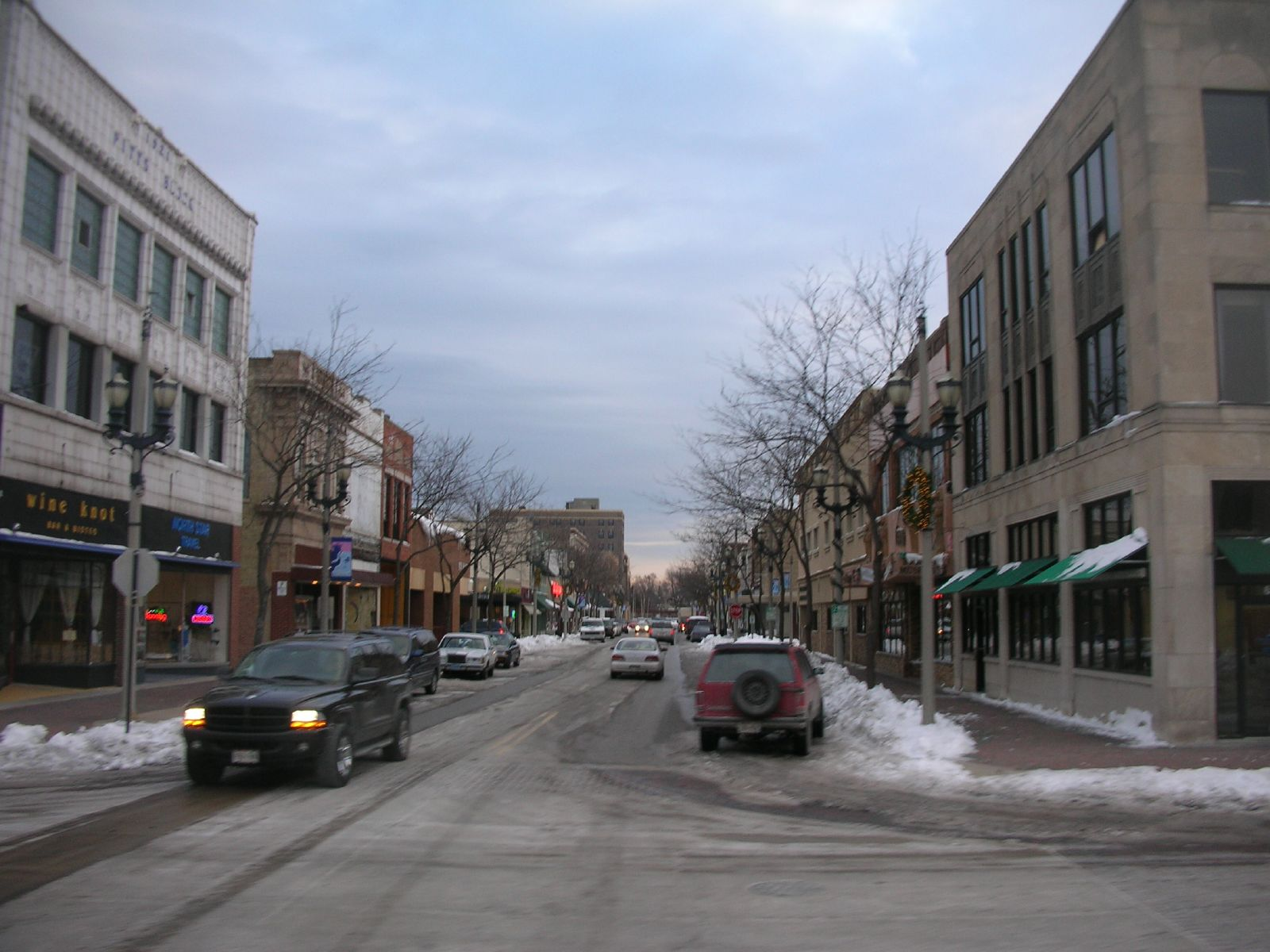
Kenosha

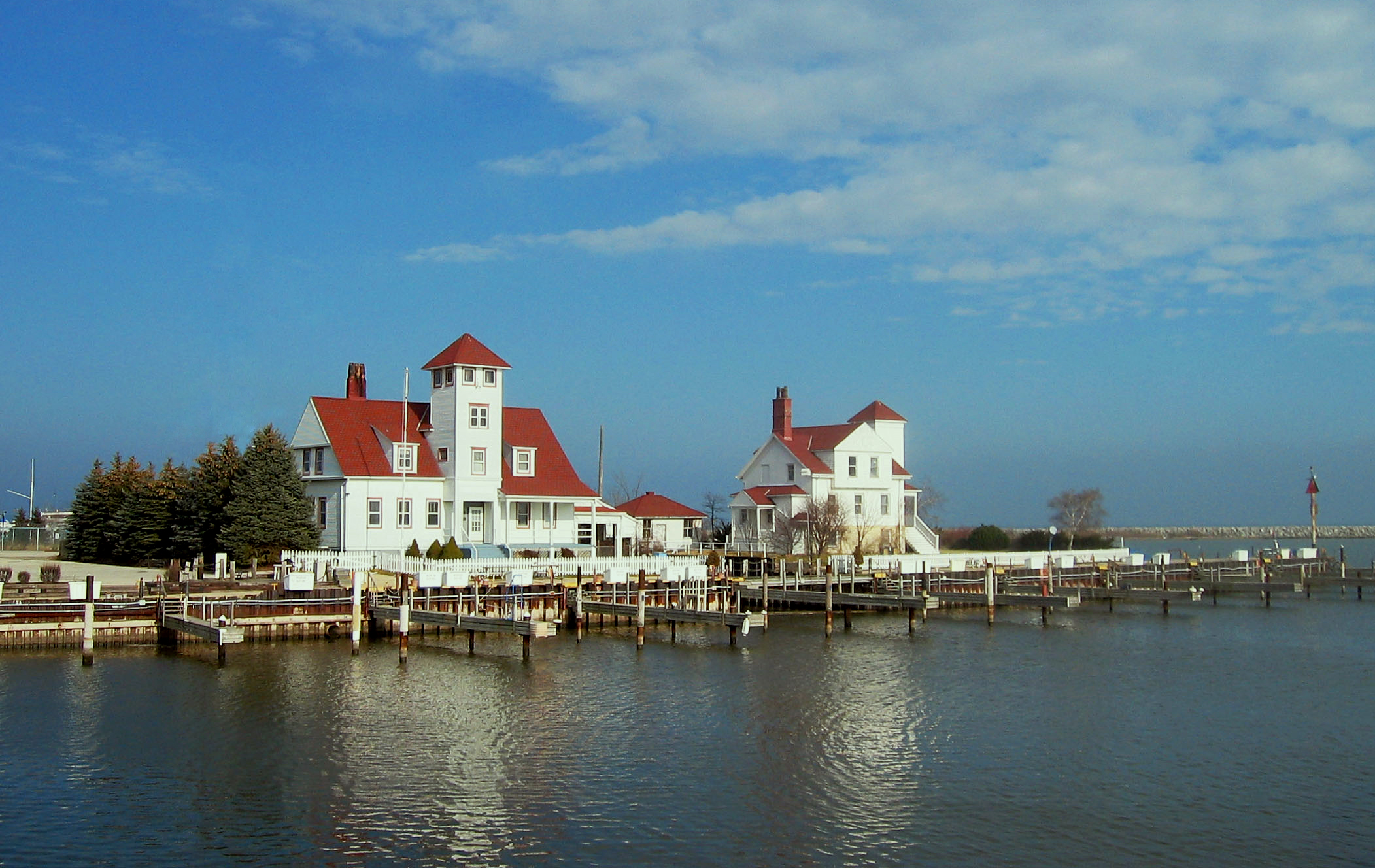
Racine

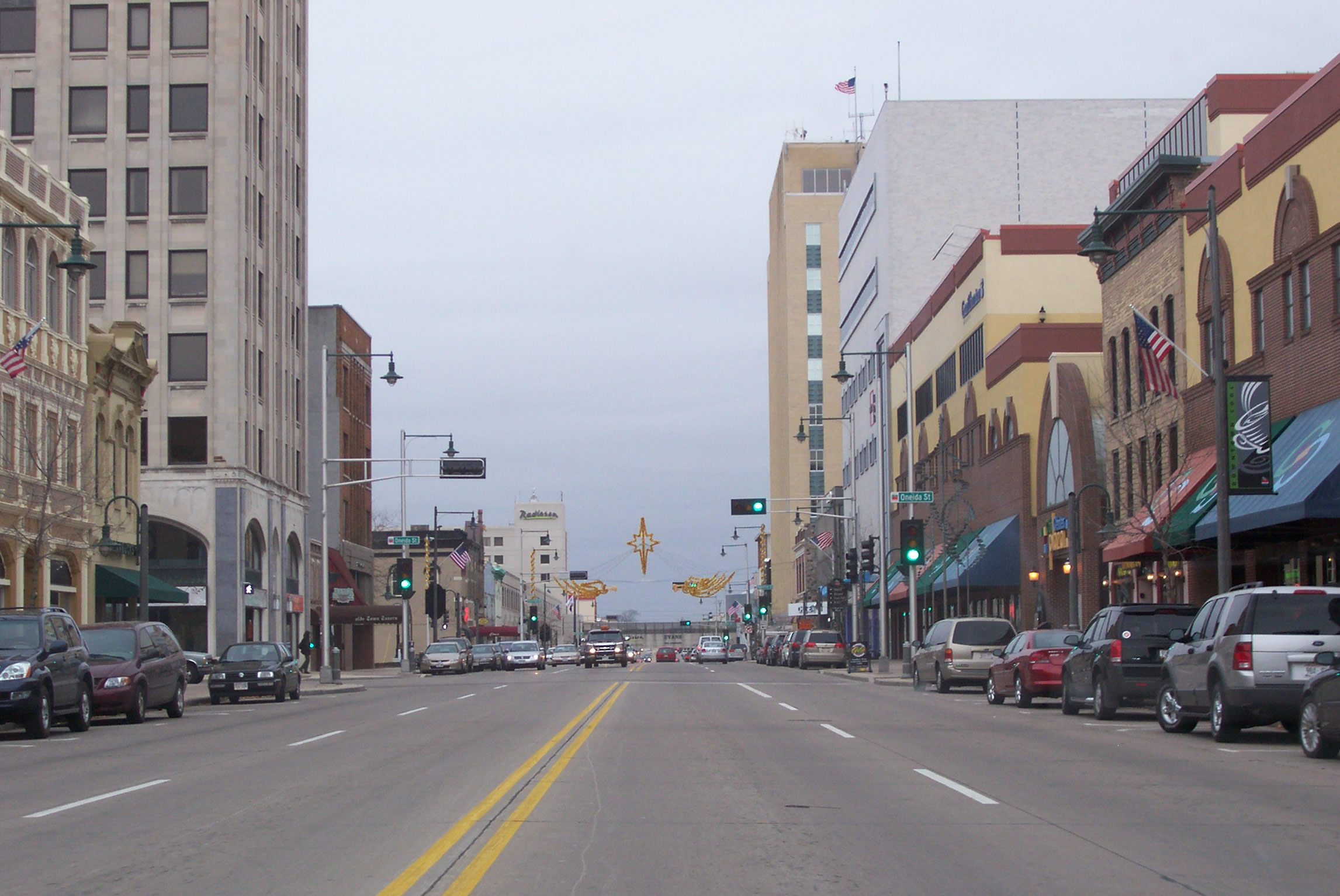
Appleton

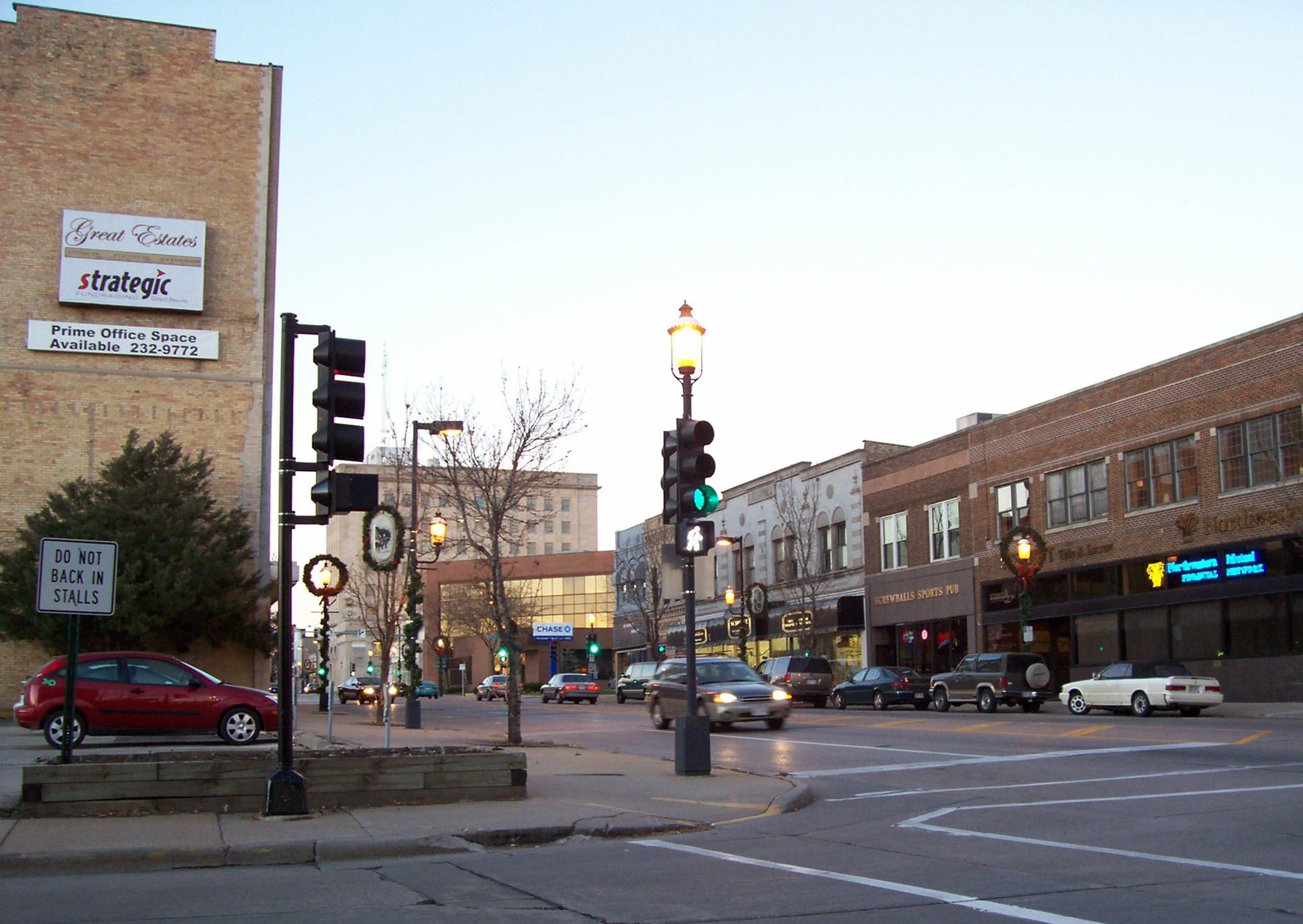
Oshkosh

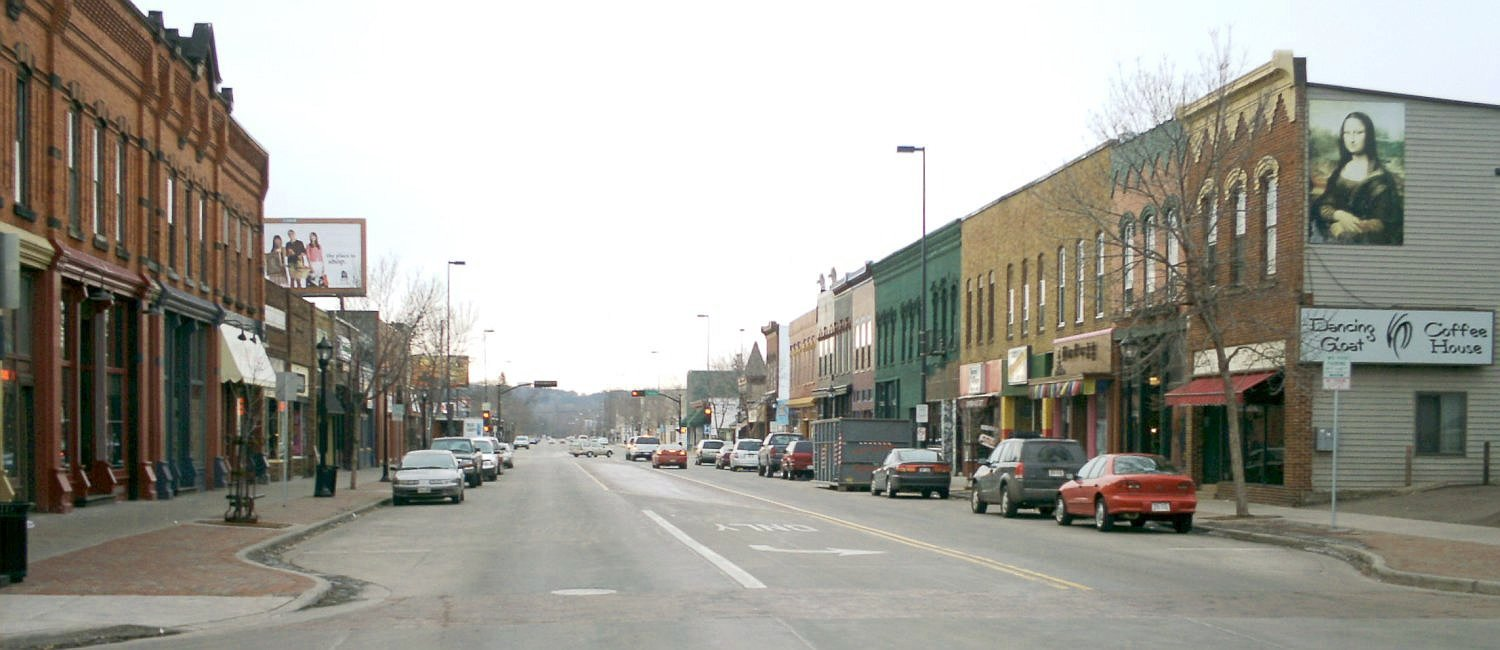
Eau Claire

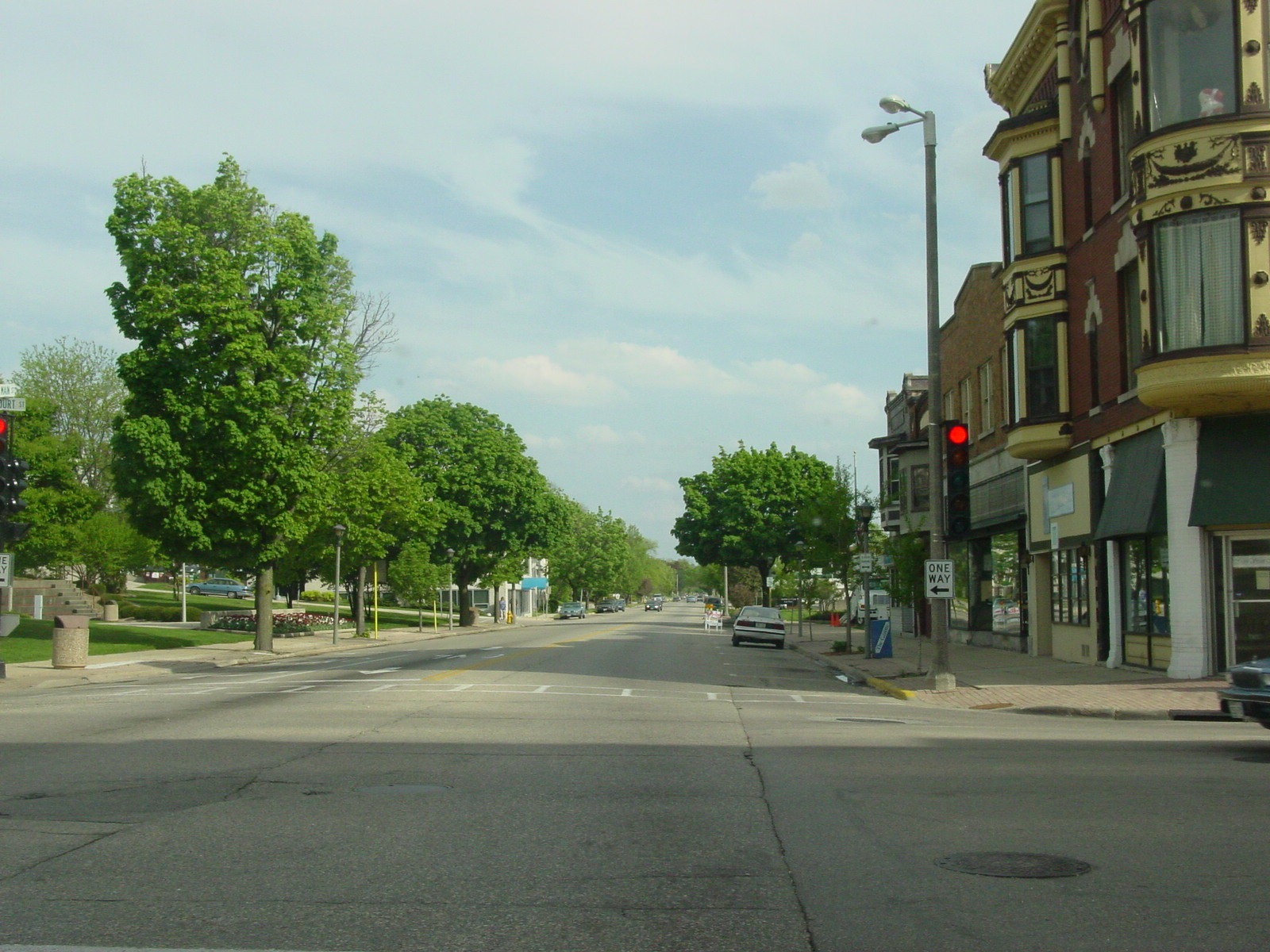
Janesville

Die folgende Liste zeigt alle Kommunen und Siedlungen im US-Bundesstaat Wisconsin. Sie enthält sowohl Citys als auch Villages, aber auch nicht inkorporierte Census-designated places (CDP).
Die obere Tabelle enthält die Siedlungen, die bei der Volkszählung im Jahr 2020 mehr als 10.000 Einwohner hatten. Ebenfalls aufgeführt sind die Daten der vorherigen Volkszählung im Jahr 2000 und 2010. Die Rangfolge entspricht den Zahlen von 2020.
| Rang (2020) | Ort              | Einw. (2020) | Einw. (2010) | Einw. (2000) | Typ     | County(s)                       |
| ----------- | ---------------- | ------------ | ------------ | ------------ | ------- | ------------------------------- |
| 1           | Milwaukee        | 577.222      | 594.503      | 596.783      | City    | Milwaukee, Waukesha, Washington |
| 2           | Madison          | 269.840      | 233.413      | 208.966      | City    | Dane                            |
| 3           | Green Bay        | 107.395      | 103.877      | 107.395      | City    | Brown                           |
| 4           | Kenosha          | 99.986       | 99.218       | 90.352       | City    | Kenosha                         |
| 5           | Racine           | 77.816       | 78.860       | 81.855       | City    | Racine                          |
| 6           | Appleton         | 75.644       | 72.623       | 70.087       | City    | Outagamie, Calumet, Winnebago   |
| 7           | Waukesha         | 71.158       | 70.718       | 64.825       | City    | Waukesha                        |
| 8           | Eau Claire       | 69.421       | 65.883       | 61.704       | City    | Eau Claire, Chippewa            |
| 9           | Oshkosh          | 66.816       | 66.083       | 62.916       | City    | Winnebago                       |
| 10          | Janesville       | 65.615       | 63.575       | 59.498       | City    | Rock                            |
| 11          | West Allis       | 60.325       | 60.411       | 61.254       | City    | Milwaukee                       |
| 12          | La Crosse        | 52.680       | 51.320       | 51.818       | City    | La Crosse                       |
| 13          | Sheboygan        | 49.929       | 49.288       | 50.792       | City    | Sheboygan                       |
| 14          | Wauwatosa        | 48.387       | 46.396       | 47.271       | City    | Milwaukee                       |
| 15          | Fond du Lac      | 44.678       | 43.021       | 42.203       | City    | Fond du Lac                     |
| 16          | Brookfield       | 41.464       | 37.920       | 38.649       | City    | Waukesha                        |
| 17          | New Berlin       | 40.451       | 39.584       | 38.220       | City    | Waukesha                        |
| 18          | Wausau           | 39.994       | 39.106       | 38.426       | City    | Marathon                        |
| 19          | Menomonee Falls  | 38.527       | 35.626       | 32.647       | Village | Waukesha                        |
| 20          | Greenfield       | 37.803       | 36.720       | 35.476       | City    | Milwaukee                       |
| 21          | Franklin         | 36.816       | 35.451       | 29.494       | City    | Milwaukee                       |
| 22          | Beloit           | 36.657       | 37.023       | 35.775       | City    | Rock                            |
| 23          | Oak Creek        | 36.497       | 34.451       | 28.456       | City    | Milwaukee                       |
| 24          | Sun Prairie      | 35.967       | 29.364       | 20.369       | City    | Dane                            |
| 25          | Manitowoc        | 34.626       | 33.736       | 34.053       | City    | Manitowoc                       |
| 26          | West Bend        | 31.752       | 31.078       | 28.152       | City    | Washington                      |
| 27          | Fitchburg        | 29.609       | 25.260       | 20.501       | City    | Dane                            |
| 28          | Mount Pleasant   | 27.732       | 26.197       | 23.142       | Village | Racine                          |
| 29          | Neenah           | 27.319       | 25.501       | 24.507       | City    | Winnebago                       |
| 30          | Superior         | 26.751       | 27.244       | 27.368       | City    | Douglas                         |
| 31          | Stevens Point    | 25.666       | 26.717       | 24.551       | City    | Portage                         |
| 32          | De Pere          | 25.410       | 23.800       | 20.559       | City    | Brown                           |
| 33          | Caledonia        | 25.361       | 24.705       | 23.614       | Village | Racine                          |
| 34          | Mequon           | 25.142       | 23.132       | 21.823       | City    | Ozaukee                         |
| 35          | Muskego          | 25.032       | 24.135       | 21.397       | City    | Waukesha                        |
| 36          | Watertown        | 22.926       | 23.861       | 21.598       | City    | Jefferson, Dodge                |
| 37          | Middleton        | 21.827       | 17.442       | 15.770       | City    | Dane                            |
| 38          | Pleasant Prairie | 21.250       | 19.719       | 16.136       | Village | Kenosha                         |
| 39          | Germantown       | 20.917       | 19.749       | 18.260       | Village | Washington                      |
| 40          | South Milwaukee  | 20.795       | 21.156       | 21.256       | City    | Milwaukee                       |
| 41          | Howard           | 19.950       | 17.399       | 13.546       | Village | Brown, Outagamie                |
| 42          | Fox Crossing     | 18.974       | 18.311       | 15.567       | Village | Winnebago                       |
| 43          | Marshfield       | 18.929       | 19.118       | 18.800       | City    | Wood, Marathon                  |
| 44          | Wisconsin Rapids | 18.877       | 18.367       | 18.435       | City    | Wood                            |
| 45          | Onalaska         | 18.803       | 17.736       | 14.839       | City    | La Crosse                       |
| 46          | Menasha          | 18.268       | 17.353       | 16.331       | City    | Winnebago, Calumet              |
| 47          | Cudahy           | 18.204       | 18.267       | 18.429       | City    | Milwaukee                       |
| 48          | Oconomowoc       | 18.203       | 15.759       | 12.382       | City    | Waukesha                        |
| 49          | Kaukauna         | 17.089       | 15.462       | 12.983       | City    | Outagamie                       |
| 50          | Ashwaubenon      | 16.991       | 16.963       | 17.634       | Village | Brown                           |
| 51          | Menomonie        | 16.843       | 16.264       | 14.937       | City    | Dunn                            |
| 52          | Beaver Dam       | 16.708       | 16.214       | 15.169       | City    | Dodge                           |
| 53          | River Falls      | 16.182       | 15.000       | 12.560       | City    | Pierce, St. Croix               |
| 54          | Bellevue         | 15.935       | 14.570       | 11.828       | Village | Brown                           |
| 55          | Pewaukee         | 15.914       | 13.195       | 11.783       | City    | Waukesha                        |
| 56          | Weston           | 15.723       | 14.868       | 12.079       | Village | Marathon                        |
| 57          | Hartford         | 15.626       | 14.223       | 10.905       | City    | Washington, Dodge               |
| 58          | Whitefish Bay    | 14.954       | 14.110       | 14.163       | Village | Milwaukee                       |
| 59          | Whitewater       | 14.889       | 14.390       | 13.437       | City    | Jefferson, Walworth             |
| 60          | Waunakee         | 14.879       | 12.097       | 8995         | Village | Dane                            |
| 61          | Greendale        | 14.854       | 14.046       | 14.405       | Village | Milwaukee                       |
| 62          | Hudson           | 14.755       | 12.719       | 8775         | City    | St. Croix                       |
| 63          | Chippewa Falls   | 14.731       | 13.661       | 12.925       | City    | Chippewa                        |
| 64          | Salem Lakes      | 14.601       | 14.516       | 12.209       | Village | Kenosha                         |
| 65          | Allouez          | 14.156       | 13.975       | 15.443       | Village | Brown                           |
| 66          | Verona           | 14.030       | 10.619       | 7052         | City    | Dane                            |
| 67          | Shorewood        | 13.859       | 13.162       | 13.763       | Village | Milwaukee                       |
| 68          | Plover           | 13.519       | 12.123       | 10.520       | Village | Portage                         |
| 69          | Glendale         | 13.357       | 12.872       | 13.367       | City    | Milwaukee                       |
| 70          | Stoughton        | 13.173       | 12.611       | 12.354       | City    | Dane                            |
| 71          | Suamico          | 12.820       | 11.346       | 8686         | Village | Brown                           |
| 72          | Fort Atkinson    | 12.579       | 12.368       | 11.621       | City    | Jefferson                       |
| 73          | Baraboo          | 12.556       | 12.048       | 10.711       | City    | Sauk                            |
| 74          | Brown Deer       | 12.507       | 11.999       | 12.170       | Village | Milwaukee                       |
| 75          | Harrison         | 12.418       | 10.858       | 5.563        | Village | Calumet                         |
| 76          | Port Washington  | 12.353       | 11.250       | 10.467       | City    | Ozaukee                         |
| 77          | Cedarburg        | 12.121       | 11.412       | 10.908       | City    | Ozaukee                         |
| 78          | Grafton          | 12.094       | 11.459       | 10.312       | Village | Ozaukee                         |
| 79          | Platteville      | 11.836       | 11.224       | 9989         | City    | Grant                           |
| 80          | Richfield        | 11.739       | 11.300       | –            | Village | Washington                      |
| 81          | Little Chute     | 11.619       | 10.449       | 10.476       | Village | Outagamie                       |
| 82          | Sussex           | 11.487       | 10.518       | 8828         | Village | Waukesha                        |
| 83          | Waupun           | 11.344       | 11.340       | 10.718       | City    | Dodge, Fond du Lac              |
| 84          | Two Rivers       | 11.271       | 11.712       | 12.639       | City    | Manitowoc                       |
| 85          | Oregon           | 11.179       | 9.315        | 7.530        | Village | Dane                            |
| 86          | Marinette        | 11.119       | 10.968       | 11.749       | City    | Marinette                       |
| 87          | Burlington       | 11.047       | 10.464       | 9936         | City    | Kenosha, Racine, Walworth       |
| 88          | DeForest         | 11.047       | 11.047       | 11.047       | Village | Dane                            |
| 89          | Holmen           | 10.661       | 9.079        | 6.176        | Village | La Crosse                       |
| 90          | Monroe           | 10.661       | 10.827       | 10.843       | City    | Green                           |
| 91          | Portage          | 10.581       | 10.324       | 9728         | City    | Columbia                        |
| 92          | Elkhorn          | 10.247       | 10.084       | 7305         | City    | Walworth                        |
| 93          | Hobart           | 10.211       | 6.187        | 5.101        | Village | Brown                           |
| 94          | New Richmond     | 10.079       | 8.390        | 6.518        | City    | St. Croix                       |
| 95          | Sparta           | 10.025       | 9.518        | 8.691        | City    | Monroe                          |

Weitere Siedlungen in Wisconsin in alphabetischer Reihenfolge:

## A
- Abbotsford
- Adams
- Adell
- Albany
- Algoma
- Allenton
- Alma
- Alma Center
- Almena
- Almond
- Altoona
- Amberg
- Amery
- Amherst
- Amherst Junction
- Angelica
- Aniwa
- Antigo
- Arcadia
- Arena
- Argonne
- Argyle
- Arkansaw
- Arkdale
- Arlington
- Arpin
- Ashippun
- Ashland
- Athens
- Atkinson
- Auburndale
- Augusta
- Avoca

## B
- Babcock
- Baileys Harbor
- Balsam Lake
- Bancroft
- Bangor
- Barneveld
- Barron
- Barrone
- Bay City
- Bayfield
- Bayside
- Bear Creek
- Belgium
- Bell Center
- Belleville
- Belmont
- Benton
- Berlin
- Big Bend
- Big Falls
- Birchwood
- Birnamwood
- Biron
- Black Creek
- Black Earth
- Black River Falls
- Blaine
- Blair
- Blanchardville
- Bloomer
- Bloomfield
- Blue Mounds
- Boaz
- Bohners Lake
- Bonduel
- Boscobel
- Boulder Junction
- Bowler
- Boyceville
- Boyd
- Brandon
- Brice Prairie
- Brillion
- Bristol
- Brodhead
- Brokaw
- Brooklyn
- Brownsville
- Browntown
- Browns Lake
- Bruce
- Brule
- Burnett
- Buffalo City
- Butler
- Butte des Morts
- Butternut

## C
- Cable
- Cadott
- Cambria
- Cambridge
- Cameron
- Campbellsport
- Camp Douglas
- Camp Lake
- Caroline
- Cascade
- Casco
- Cashton
- Cassville
- Cataract
- Catawba
- Cazenovia
- Cecil
- Cedar Grove
- Centuria
- Chain O’ Lakes
- Chaseburg
- Chelsea
- Chenequa
- Chetek
- Chief Lake
- Chili
- Chilton
- Clayton
- Clear Lake
- Cleveland
- Cleveland (Manitowoc Ct.)
- Clinton
- Clintonville
- Clyman
- Cobb
- Cochrane
- Colby
- Coleman
- Colfax
- Collins
- Coloma
- Columbus
- Combined Locks
- Como
- Conrath
- Coon Valley
- Cornell
- Cornucopia
- Couderay
- Cottage Grove
- Crandon
- Crivitz
- Cross Plains
- Cuba City
- Cumberland
- Curtiss
- Cylon

## D
- Dale
- Dallas
- Dalton
- Danbury
- Dane
- Darien
- Darlington
- Deerfield
- Delafield
- Delavan
- Delavan Lake
- Dellwood
- Denmark
- De Soto
- Dickeyville
- Dodge
- Dodgeville
- Dorchester
- Dousman
- Downing
- Downsville
- Doylestown
- Dresser
- Drummond
- Dunbar
- Durand
- Dyckesville

## E
- Eagle
- Eagle Lake
- Eagle River
- East London
- East Troy
- Eastman
- Eden
- Edgar
- Edgerton
- Edmund
- Egg Harbor
- Eland
- Elderon
- Eleva
- Elkhart Lake
- Elk Mound
- Ellison Bay
- Ellsworth
- Elm Grove
- Elmwood Park
- Elroy
- Embarrass
- Endeavor
- Ephraim
- Ettrick
- Eureka
- Evansville
- Exeland
- Excel Corp

## F
- Fairchild
- Fairwater
- Fall Creek
- Fall River
- Fennimore
- Fenwood
- Ferryville
- Florence
- Footville
- Fontana
- Forest Junction
- Forestville
- Fountain City
- Fox Lake
- Fox Point
- Francis Creek
- Franksville
- Frederic
- Fredonia
- Fremont
- French Island
- Friendship
- Friesland

## G
- Galesville
- Gays Mills
- Genoa
- Genoa City
- Gillett
- Gilman
- Gibbsville
- Gibson
- Glenbeulah
- Glen Flora
- Glidden
- Goodman
- Gordon
- Gotham
- Grand Marsh
- Grand View
- Granton
- Grantsburg
- Gratiot
- Greenbush
- Green Lake
- Greenleaf
- Green Valley
- Greenwood
- Gresham

## H
- Hager City
- Hales Corners
- Hancock
- Hanover
- Hartland
- Hatfield
- Hatley
- Haugen
- Hawkins
- Hazel Green
- Hayward
- Hebron
- Helenville
- Herbster
- Hewitt
- Highland
- Hilbert
- Hillsboro
- Hingham
- Hixton
- Holcombe
- Hollandale
- Horicon
- Humbird
- Hurley
- Hortonville
- Hustisford
- Hustler
- Howards Grove

## I
- Independence
- Ingram
- Iola
- Iron Belt
- Iron Ridge
- Iron River
- Ironton
- Ixonia

## J
- Jackson
- Jamesville
- Jefferson
- Jefferson Junction
- Jim Falls
- Johnson Creek
- Jonesville
- Juda
- Jump River
- Juneau
- Junction City

## K
- Kellnersville
- Kekoskee
- Kendall
- Kennan
- Kewaskum
- Kewaunee
- Keshena
- Kiel
- Kimberly
- King
- Kingston
- Kloten
- Knapp
- Knowlton
- Kohler
- Krakow
- Kronenwetter

## L
- Lac du Flambeau
- La Farge
- Lac La Belle
- Ladysmith
- Lake Arrowhead
- Lake Camelot
- Lake Delton
- Lake Geneva
- Lake Hallie
- Lake Ivanhoe
- Lake Koshkonong
- Lake Lorraine
- Lake Mills
- Lake Nebagamon
- Lake Ripley
- Lake Sherwood
- Lake Tomahawk
- Lake Wazeecha
- Lake Wisconsin
- Lake Wissota
- Land O’ Lakes
- Lancaster
- Lannon
- Laona
- Lauderdale Lakes
- La Valle
- Lebanon
- Legend Lake
- Lena
- Leopolis
- Lewis
- Lily Lake
- Lime Ridge
- Linden
- Little Round Lake
- Little Sturgeon
- Livingston
- Lodi
- Loganville
- Lohrville
- Lomira
- Lone Rock
- Long Lake
- Lowell
- Luck
- Luxemburg
- Loyal
- Lublin
- Lyndon Station
- Lynxville

## M
- Manawa
- Maple Bluff
- Marathon City
- Maribel
- Marion
- Markesan
- Marquette
- Marshall
- Mason
- Mattoon
- Mauston
- Mayville
- Mazomanie
- McFarland
- Medford
- Mellen
- Melrose
- Melvina
- Menasha
- Menomonie
- Mercer
- Merrill
- Merrillan
- Merrimac
- Merton
- Middle Village
- Milladore
- Millston
- Milltown
- Milton
- Mineral Point
- Minocqua
- Minong
- Mishicot
- Mole Lake
- Mondovi
- Monomnie
- Monona
- Montello
- Montfort
- Monticello
- Montreal
- Mosinee
- Mount Horeb
- Mount Calvary
- Mount Sterling
- Mukwonago
- Muscoda

## N
- Nashotah
- Navarino
- Necedah
- Neillsville
- Nekoosa
- Nelson
- Nelsonville
- Neopit
- Neosho
- Neshkoro
- New Auburn
- New Glarus
- New Holstein
- New Lisbon
- New London
- New Post
- Newald
- Newburg
- Niagara
- Nichols
- North Fond du Lac
- North Bay
- North Freedom
- North Prairie
- Northport
- Norwalk

## O
- Oakdale
- Oakfield
- Oconomowoc Lake
- Oconto Falls
- Ogdensburg
- Ogema
- Okauchee Lake
- Oliver
- Omro
- Oneida
- Ontario
- Oostburg
- Orfordville
- Osceola
- Osseo
- Owen
- Oxford

## P
- Packwaukee
- Paddock Lake
- Palmyra
- Pardeeville
- Park Falls
- Park Ridge
- Paw Paw
- Pella
- Pell Lake
- Pembine
- Pence
- Pepin
- Peshtigo
- Pewaukee (City)
- Pewaukee (Village)
- Pigeon Falls
- Phillips
- Pittsville
- Pine River
- Plain
- Plainfield
- Plymouth
- Polonia
- Poplar
- Port Edwards
- Port Wing
- Potter
- Potter Lake
- Pound
- Powers Lake
- Poynette
- Poy Sippi
- Prairie Farm
- Prairie du Chien
- Prairie du Sac
- Prentice
- Prescott
- Princeton
- Pulaski
- Pulcifer

## R
- Radisson
- Randolph
- Random Lake
- Readstown
- Redgranite
- Reedsburg
- Reedsville
- Reeseville
- Reserve
- Rewey
- Rhinelander
- Rib Lake
- Rib Mountain
- Rice Lake
- Richland Center
- Ridgeland
- Ridgeway
- Rio
- Ripon
- River Hills
- Rochester
- Rockdale
- Rockland
- Rock Springs
- Rome
- Rosendale
- Rosholt
- Rothschild
- Rudolph

## S
- Sauk City
- Saukville
- Schofield
- Saxon
- Sayner
- Scandinavia
- Sextonville
- Seymour, Eau Claire Ct.
- Seymour, Outagamie Ct.
- Sharon
- Shawano
- Sheboygan Falls
- Sheldon
- Shell Lake
- Sherwood
- Shiocton
- Shorewood Hills
- Shullsburg
- Silver Lake
- Siren
- Sister Bay
- Slinger
- Soldiers Grove
- Solon Springs
- South Wayne
- Spencer
- Spooner
- Springfield
- Spring Green
- Stanley
- Stetsonville
- Steuben
- St. Cloud
- St. Croix Falls
- St. John
- St. Joseph
- St. Nazianz
- St. Peter
- Stockbridge
- Stockholm
- Stoddard
- Stone Lake
- Stratford
- Strum
- Sturgeon Bay
- Sturtevant
- Sullivan
- Summit
- Superior (Village)
- Suring

## T
- Tainter Lake
- Taycheedah
- Taylor
- Theresa
- Thiensville
- Thornton
- Thorp
- Three Lakes
- Tichigan
- Tigerton
- Tilleda
- Tisch Mills
- Tomah
- Tomahawk
- Tony
- Trego
- Trempealeau
- Trevor
- Tunnel City
- Turtle Lake
- Turtle Lake (Walworth Ct.)
- Tustin
- Twin Lakes

## U
- Union Center
- Union Grove
- Unity

## V
- Valders
- Van Dyne
- Vesper
- Viola
- Viroqua

## W
- Wabeno
- Waldo
- Wales
- Walworth
- Warrens
- Washburn
- Waterford
- Waterloo
- Watertown
- Waubeka
- Waukau
- Waumandee
- Waupaca
- Waupun
- Wausaukee
- Wautoma
- Wauzeka
- Waxdale
- Webster
- West Baraboo
- West Milwaukee
- West Salem
- Westboro
- Westby
- Westfield
- Weyauwega
- Weyerhaeuser
- White Lake
- Whitehall
- Whitelaw
- Whiting
- Whittlesey
- Wien
- Wild Rose
- Williams Bay
- Wilmot
- Winchester
- Wind Lake
- Wind Point
- Winter
- Wisconsin Dells
- Wilton
- Withee
- Windsor
- Winneconne
- Wittenberg
- Wonewoc
- Woodford
- Woodruff
- Wrightstown
- Wyeville
- Wyocena
- Wyoming

## Y
- Yuba

## Z
- Zoar